# Cupa României 2019-2020
La Cupa României 2019-2020 è stata l'82ª edizione della coppa nazionale, principale torneo a eliminazione diretta del calcio rumeno, iniziata il 31 luglio 2019 e terminata il 22 luglio 2020. Il Viitorul Costanza era la squadra campione in carica. L'FCSB ha vinto il torneo per la 23º volta nella sua storia, battendo in finale il Sepsi che è arrivato alla sua prima finale.

## Formula
Il torneo si svolge con turni ad eliminazione diretta a partita unica tranne le semifinali, svolte con partite di andata e ritorno. Nella fase preliminare si incontrano i club delle serie inferiori, mentre le squadre della Liga I giocano a partire dai sedicesimi di finale.

## Fase preliminare

### Primo turno
| Squadra 1              | Risultato   | Squadra 2               |
| ---------------------- | ----------- | ----------------------- |
| 31 luglio 2019         |             |                         |
| Ajax Botoroaga         | 5 - 3       | Sporting Roşiori        |
| Recolta Gura Şuţii     | 1 - 2 (dts) | Real Bradu              |
| Minerul Costeşti       | 2 - 1 (dts) | Unirea Bascov           |
| CSM Slatina            | 3 - 1       | Vediţa Coloneşti        |
| CS Cârcea              | 2 - 0 (dts) | Strehaia                |
| Unirea Cruşeţ          | 0 - 5       | Inter Petrila           |
| Cetate Deva            | 0 - 9       | Hunedoara               |
| Voinţa Lupac           | 6 - 3       | CSM Lugoj               |
| Millenium Giarmata     | 1 - 2       | Ghiroda şi Giarmata Vii |
| Avântul Periam         | 1 - 2       | Progresul Pecica        |
| Măgura Cisnădie        | 3 - 2       | Avrig                   |
| Voinţa Stremţ          | 0 - 5       | Unirea Alba Iulia       |
| Ocna Mureș             | 0 - 2 (dts) | Industria Galda de Jos  |
| Sânmartin              | 8 - 2       | Unirea Tășnad           |
| Olimpia Satu Mare      | 3 - 0       | SCM Zalău               |
| CS Floreşti            | 4 - 2       | Iernut                  |
| Unirea Ungheni         | 12 - 2      | MS 08 Târgu Mureș       |
| Dumitra                | 0 - 3       | ACS Gloria Bistrița     |
| Progresul Şomcuţa Mare | 2 - 6       | Unirea Dej              |
| Viitorul Albeşti       | 3 - 9       | Sănătatea Darabani      |
| Viitorul Liteni        | 4 - 3       | Şomuz Fălticeni         |
| Unirea Mirceşti        | 6 - 2       | Paşcani                 |
| Bradu Borca            | 0 - 3       | Ceahlăul Piatra Neamţ   |
| CSM FC Vaslui          | 1 - 4       | Viitorul Curiţa         |
| Avântul Zărneşti       | 3 - 0       | Mausoleul Mărăşeşti     |
| Gheorgheni             | 0 - 7       | Odorheiu Secuiesc       |
| Păpăuţi                | 1 - 3 (dts) | Târgu Secuiesc          |
| Viitorul Ianca         | 5 - 0       | Sportul Chiscani        |
| Universitatea Galaţi   | 4 - 1       | Sporting Lieşti         |
| Râmnicu Sărat          | 1 - 2 (dts) | Făurei                  |
| Pescăruşul Sarichioi   | 2 - 1       | Medgidia                |
| Bărăganul Ciulniţa     | 2 - 1       | Agricola Borcea         |
| CSA Steaua Bucuresţi   | 8 - 0       | Mihai Bravu             |
| Vulturii Pasărea       | 0 - 3       | Viitorul Domnești       |
| Blejoi Vispeşti        | 0 - 2 (dts) | Flacăra Moreni          |
| Săcele                 | 2 - 1       | Hărman                  |
| Mostiştea Ulmu         | 3 - 0       | Olteniţa                |
| Victoria Cumpăna       | 6 - 0       | Axiopolis               |

### Secondo turno
| Squadra 1               | Risultato       | Squadra 2                |
| ----------------------- | --------------- | ------------------------ |
| 14 agosto 2019          |                 |                          |
| Unirea Alba Iulia       | 1 - 2           | Industria Galda de Jos   |
| Arieșul Turda           | 2 - 3           | Sănătatea Cluj           |
| Avântul Zărneşti        | 0 - 3           | Metalul Buzău            |
| Bărăganul Ciulniţa      | 2 - 5           | Unirea Slobozia          |
| Ajax Botoroaga          | 1 - 3           | Alexandria               |
| Real Bradu              | 0 - 3           | Vediţa Coloneşti         |
| CS Cârcea               | 3 - 4           | Filiaşi                  |
| CS Floreşti             | 0 - 4           | Unirea Dej               |
| Viitorul Domnești       | 0 - 9           | Tunari                   |
| Săcele                  | 1 - 6           | Olimpic Cetate           |
| Ghiroda şi Giarmata Vii | 3 - 1           | Dumbrăvița               |
| Înainte Modelu          | 0 - 5           | Popești-Leordeni         |
| Voinţa Lupac            | 1 - 0           | Hunedoara                |
| Măgura Cisnădie         | 2 - 0           | Municipal Braşov         |
| Minerul Costeşti        | 2 - 3           | Flacăra Horezu           |
| Flacăra Moreni          | 4 - 1 (dts)     | Pucioasa                 |
| Inter Petrila           | 3 - 2           | Metalurgistul Cugir      |
| Progresul Pecica        | 2 - 3           | Crişul Chişineu Criş     |
| Sănătatea Darabani      | 0 - 3           | Foresta Suceava          |
| Olimpia Satu Mare       | 0 - 5           | Sânmartin                |
| Național Sebiș          | 0 - 2           | Gloria Lunca Teuz Cermei |
| CSA Steaua Bucuresţi    | 2 - 1           | Mostiştea Ulmu           |
| Unirea Mirceşti         | 3 - 2           | Miroslava                |
| Unirea Ungheni          | 2 - 1           | Odorheiu Secuiesc        |
| Universitatea Galaţi    | 1 - 2           | Focșani                  |
| Viitorul Curiţa         | 0 - 1           | Târgu Secuiesc           |
| Viitorul Ianca          | 2 - 3           | Făurei                   |
| Viitorul Liteni         | 2 - 2 (3-4 dtr) | Ceahlăul Piatra Neamţ    |
| Victoria Cumpăna        | 3 - 0           | Pescăruşul Sarichioi     |
| 15 agosto 2019          |                 |                          |
| ACS Gloria Bistrița     | 1 - 3           | Avântul Reghin           |

### Terzo turno
| Squadra 1               | Risultato       | Squadra 2                |
| ----------------------- | --------------- | ------------------------ |
| 27 agosto 2019          |                 |                          |
| Făurei                  | 3 - 1           | Dacia Unirea Brăila      |
| Ghiroda şi Giarmata Vii | 6 - 1           | ASU Poli Timișoara       |
| Voinţa Lupac            | 0 - 4           | Ripensia Timișoara       |
| Sânmartin               | 4 - 1           | Luceafărul Oradea        |
| Șoimii Lipova           | 0 - 1           | UTA Arad                 |
| Unirea Dej              | 0 - 3           | Sănătatea Cluj           |
| Unirea Mirceşti         | 1 - 1 (2-4 dtr) | Aerostar Bacău           |
| Unirea Ungheni          | 3 - 5 (dts)     | Avântul Reghin           |
| Vediţa Coloneşti        | 3 - 1           | Filiaşi                  |
| Alexandria              | 0 - 2           | Turris Turnu Măgurele    |
| 28 agosto 2019          |                 |                          |
| Minaur Baia Mare        | 0 - 2           | Comuna Recea             |
| Ceahlăul Piatra Neamţ   | 0 - 1           | Csíkszereda              |
| Crişul Chişineu Criş    | 6 - 0           | Gloria Lunca Teuz Cermei |
| Focșani                 | 3 - 1 (dts)     | Oţelul                   |
| Foresta Suceava         | 3 - 0           | Bucovina Rădăuţi         |
| Flacăra Horezu          | 2 - 0           | Pandurii                 |
| Măgura Cisnădie         | 1 - 1 (3-5 dtr) | Industria Galda de Jos   |
| Metalul Buzău           | 0 - 0 (3-2 dtr) | Gloria Buzău             |
| Flacăra Moreni          | 3 - 1           | Progresul Bucarest       |
| Inter Petrila           | 1 - 5           | CSM Reșița               |
| Popești-Leordeni        | 1 - 1 (4-3 dtr) | Afumați                  |
| Rapid Bucarest          | 2 - 1           | Daco-Getica Bucarest     |
| CSA Steaua Bucuresţi    | 4 - 0           | Balotești                |
| Târgu Secuiesc          | 0 - 2           | Olimpic Cetate           |
| Tunari                  | 1 - 0           | Unirea Slobozia          |
| FCU Craiova             | 2 - 2 (6-5 dtr) | Şirineasa                |
| 29 agosto 2019          |                 |                          |
| Victoria Cumpăna        | 0 - 3           | Farul Costanza           |

### Quarto turno
| Squadra 1               | Risultato   | Squadra 2             |
| ----------------------- | ----------- | --------------------- |
| 10 settembre 2019       |             |                       |
| Crişul Chişineu Criş    | 1 - 3       | UTA Arad              |
| Foresta Suceava         | 2 - 1       | Aerostar Bacău        |
| Ghiroda şi Giarmata Vii | 1 - 3       | Ripensia Timișoara    |
| Flacăra Moreni          | 1 - 2       | Mioveni               |
| Popești-Leordeni        | 1 - 2       | Turris Turnu Măgurele |
| Sănătatea Cluj          | 3 - 1       | Comuna Recea          |
| Vediţa Coloneşti        | 1 - 2 (dts) | FCU Craiova           |
| 11 settembre 2019       |             |                       |
| Olimpic Cetate          | 0 - 1 (dts) | Csíkszereda           |
| CSM Reșița              | 1 - 0       | Timișoara             |
| Făurei                  | 2 - 1       | Farul Costanza        |
| Flacăra Horezu          | 2 - 1       | Argeș Pitești         |
| Industria Galda de Jos  | 4 - 3       | Avântul Reghin        |
| Metalul Buzău           | 1 - 0 (dts) | Focșani               |
| Sânmartin               | 1 - 2       | U Cluj                |
| Sportul Snagov          | 0 - 1       | Petrolul Ploiești     |
| CSA Steaua Bucuresţi    | 1 - 2 (dts) | Concordia Chiajna     |
| Tunari                  | 0 - 2       | Metaloglobus          |
| Rapid Bucarest          | 3 - 0       | Dunărea Călărași      |

## Fase finale

### Sedicesimi di finale
| Squadra 1              | Risultato       | Squadra 2           |
| ---------------------- | --------------- | ------------------- |
| 24 settembre 2019      |                 |                     |
| Foresta Suceava        | 2 - 1           | Gaz Metan Mediaș    |
| Flacăra Horezu         | 0 - 2           | Astra Giurgiu       |
| Metalul Buzău          | 1 - 0           | Csíkszereda         |
| UTA Arad               | 1 - 3           | Dinamo Bucarest     |
| Turris Turnu Măgurele  | 2 - 3           | Acad. Clinceni      |
| Concordia Chiajna      | 2 - 3           | Voluntari           |
| FCU Craiova            | 2 - 3 (dts)     | U Cluj              |
| 25 settembre 2019      |                 |                     |
| Chindia Târgoviște     | 0 - 1           | Hermannstadt        |
| Făurei                 | 1 - 5           | Mioveni             |
| Industria Galda de Jos | 0 - 1           | Petrolul Ploiești   |
| CSM Reșița             | 0 - 1           | U Craiova           |
| Botoșani               | 2 - 2 (4-2 dtr) | CFR Cluj            |
| 26 settembre 2019      |                 |                     |
| Sănătatea Cluj         | 1 - 0           | Viitorul Costanza   |
| Ripensia Timișoara     | 1 - 4           | Sepsi               |
| Rapid Bucarest         | 0 - 1           | FC Politehnica Iași |
| Metaloglobus           | 0 - 2           | FCSB                |

### Ottavi di finale
| Squadra 1       | Risultato | Squadra 2           |
| --------------- | --------- | ------------------- |
| 29 ottobre 2019 |           |                     |
| Mioveni         | 0 - 2     | Hermannstadt        |
| U Cluj          | 0 - 1     | FCSB                |
| 30 ottobre 2019 |           |                     |
| Acad. Clinceni  | 2 - 0     | Botoșani            |
| Sănătatea Cluj  | 0 - 7     | Petrolul Ploiești   |
| Foresta Suceava | 0 - 4     | Dinamo Bucarest     |
| 31 ottobre 2019 |           |                     |
| Metalul Buzău   | 0 - 3     | FC Politehnica Iași |
| Sepsi           | 4 - 2     | Astra Giurgiu       |
| Voluntari       | 1 - 4     | U Craiova           |

### Quarti di finale
| Squadra 1           | Risultato | Squadra 2       |
| ------------------- | --------- | --------------- |
| 3 marzo 2020        |           |                 |
| Acad. Clinceni      | 0 - 1     | Dinamo Bucarest |
| 4 marzo 2020        |           |                 |
| Petrolul Ploiești   | 0 - 1     | Sepsi           |
| FC Politehnica Iași | 3 - 2     | U Craiova       |
| 5 marzo 2020        |           |                 |
| Hermannstadt        | 1 - 2     | FCSB            |

### Semifinali
| Squadra 1                      | Totale | Squadra 2           | Andata | Ritorno |
| ------------------------------ | ------ | ------------------- | ------ | ------- |
| 24 giugno 2020 / 9 luglio 2020 |        |                     |        |         |
| Sepsi                          | 8 - 1  | FC Politehnica Iași | 5 - 1  | 3 - 0   |
| 25 giugno 2020 / 8 luglio 2020 |        |                     |        |         |
| Dinamo Bucarest                | 0 - 4  | FCSB                | 0 - 3  | 0 - 1   |

## Finale
| Arbitro: | Sebastian Colțescu |

|  |           |         |
|  | Marcatori | 65’ Man |